# Ceija Stojka
Ceija Stojka (Kraubath an der Mur, 1933. május 23. – Bécs, 2013. január 28.) ausztriai cigány festő, író, zenész, a porajmos túlélője.

## Élete
Ötödik gyermekként született, testvérei közül Karl, illetve Mongo szintén író, illetve zenész lett. Unokaöccse, Harri Stojka dzsesszgitáros. A Stojkák lovári cigányok voltak, így származásuk miatt a második világháborúban deportálták őket Auschwitz-Birkenauba, illetve Bergen-Belsenbe. Ceija, anyja és négy fiútestvére túlélte a holokausztot. Apját a dachaui koncentrációs táborba deportálták, majd a Hartheim-kastélyba került, ahol meggyilkolták.
Első önéletrajzi regényét 1988-ban publikálták Wir leben im Verborgenen. Erinnerungen einer Rom-Zigeunerin címmel. Ezt követte 1992-ben a Reisende auf dieser Welt.

## Művei
- Wir leben im Verborgenen. Erinnerungen einer Rom-Zigeunerin  (1988)
- Reisende auf dieser Welt (1992)
- Meine Wahl zu schreiben – ich kann es nicht (2003)
- Träume ich, dass ich lebe? Befreit aus Bergen-Belsen (2005)

## Fordítás
- Ez a szócikk részben vagy egészben  a   Ceija Stojka című angol Wikipédia-szócikk fordításán alapul.  Az eredeti cikk szerkesztőit annak laptörténete sorolja fel. Ez a jelzés csupán a megfogalmazás eredetét és a szerzői jogokat jelzi, nem szolgál a cikkben szereplő információk forrásmegjelöléseként.